# Concerto grosso
El concerto grosso (plural concerti grossi [konˈtʃɛrti ˈɡrɔssi], de l'italià gran concert) és una forma musical que apareix al barroc, basada en l'alternança d'un petit grup solista (concertino) i un conjunt instrumental més ampli (ripieno o tutti).
La seva característica principal es basa en un contrast en què els instruments rivalitzen per executar cadascun una part important que pot ésser considerada com a principal. D'aquesta manera es produeix una oposició entre els dos grups en què es divideix l'orquestra: per una banda trobem el petit grup de solistes (soli, concertino, principale) en el qual els instruments no presenten doblament i, per altra banda, tenim el conjunt orquestral (tutti, concerto grosso, ripieno) que sempre presenta un grup més nodrit que l'esmentat anteriorment. Aquest tipus de rivalització es pot veure dut a terme a les antigues canzones i a les primeres sonates i simfonies.
En canvi, els compositors francesos es decantaven més cap a l'oposició d'un conjunt orquestral amb un petit trio de vent. Aquesta disposició trobarà continuïtat en l'scherzo de la simfonia clàssica. El contrast entre aquests dos grups pot tenir paral·lelisme amb el xoc de llums i ombres que es produïa a la pintura barroca. Pel que fa a la música, és un derivat dels cori spezzati (cors contraposats) de la basílica de Sant Marc de Venècia, que desenvoluparà a bastament Giovanni Gabrieli.
El concerto grosso és ordenat segons el pla de la sonata preclàssica i s'interpretava a la missa com a preludi abans de començar-la.
Sovint els concerti grossi porten el nom reflectit del local on s'interpreten: concerto da chiesa, que és el concert d'església, i el concerto da camera, que és el de cambra.
Els primers exemples coneguts són els de Alessandro Stradella (1643-1682). Tot i així va ser Arcangelo Corelli (1653-1713) qui el 1680 va idear aquesta estructura en què els tutti, en funció del cor, produeixen una alternança amb el concertino solista. D'aquesta manera va realitzar un desenvolupament sistemàtic del concerto grosso, tot i que és molt probable que tingués en Stradella un antecedent de notable visió.
La gran contribució de Corelli en aquest gènere va ser en el perfeccionament formal i la gran importància artística que va fer que anés adquirint. A més a més, en la seva producció es poden visualitzar mostres d'un descriptivisme musical que resulta extraordinari, noble i d'una gran riquesa pel que fa a les perspectives històriques. Un exemple ben clar seria el Concert per a la Nit de Nadal.
Ja abans del 1700, els seus concerti grossi foren àmpliament divulgats i constituïren el model clàssic en el qual es van basar de manera més important els deixebles de Corelli, com ara Pietro Locatelli, Giuseppe Torelli, Felice dall'Abaco, Antonio Vivaldi, Giuseppe Tartini, Georg Friedrich Händel (op. 3 i op. 6) i Johann Sebastian Bach (Concerts de Brandenburg).
Al llarg del segle xviii el concerto grosso anirà perdent popularitat, primer davant del concerto a solo i, ja en el classicisme, davant de la simfonia, però recobrarà un cert interès al segle xx de la mà de compositors com Ígor Stravinski, Béla Bartók i Bohuslav Martinů.